# Anotogaster klossi
Anotogaster klossi – gatunek ważki z rodziny szklarnikowatych (Cordulegastridae). Występuje w południowym Wietnamie.